# Charles-François Delacroix
Pour les articles homonymes, voir Delacroix.
Charles-François Delacroix de Contaut, né le 15 avril 1741 à Givry-en-Argonne (Marne), mort le 26 octobre 1805 à Bordeaux, est un homme politique et un haut fonctionnaire de la Révolution française, du Consulat et du Premier Empire.

## Biographie
Charles-François Delacroix est d'abord secrétaire de Turgot, intendant de la généralité de Limoges. Il devient commis des finances en 1774 quand Turgot devient contrôleur général des finances.

### Mandat à la Convention
La monarchie constitutionnelle, mise en place en application de la constitution du 3 septembre 1791, prend fin à l'issue de la journée du 10 août 1792 : les bataillons de fédérés bretons et marseillais et les insurgés des faubourgs de Paris prennent le palais des Tuileries. Louis XVI est destitué et incarcéré avec sa famille à la tour du Temple.
En septembre, Charles-François Delacroix est élu député du département de la Marne, le quatrième sur dix, à la Convention nationale. Il ne saurait être confondu avec son collègue et homonyme Jean-François Delacroix, député de l'Eure-et-Loir.
Il siège sur les bancs de la Montagne. Lors du procès de Louis XVI, il vote la mort et rejette l'appel au peuple : « Je me regarderai comme lâche, si j'hésitais un instant à dire non ». Il vote contre le sursis à l'exécution de la peine. En avril 1793, il s'abstient de voter lors du scrutin sur la mise en accusation de Jean-Paul Marat : « L'adresse des Jacobins, souscrite par Marat, ne me paraissant pas présenter un corps de délit ; […] je m'abstiens de voter quant à présent ». En mai de la même année, il vote contre le rétablissement de la Commission des Douze.
En 1793, Charles Delacroix est envoyé en mission à Versailles pour faire l’inventaire et la vente des meubles de la liste civile du roi.
C’est sans doute lui qui signala à son beau-père l'ébéniste Jean-Henri Riesener les prix dérisoires obtenus par ces meubles précieux. Alfred de Champeaux l’évoque : Lors de la vente des richesses des châteaux royaux, Riesener regrettant de voir aliéner à vil prix les pièces qu’il avait terminées, en acheta quelques-unes ; il fut aidé dans cette opération par Charles Delacroix, mari de la fille de Marguerite van der Cruse et d’Oëben, qui dirigeait la vente faite à Versailles. Le procès-verbal d’adjudication porte souvent le nom de l’ébéniste comme acquéreur.
À la chute de Robespierre, il se rallie à la réaction thermidorienne et est envoyé en mission en Ardennes.
Charles-François Delacroix est réélu député sous le Directoire et siège au Conseil des Anciens. Il est nommé ministre des Relations extérieures le 14 brumaire an IV (le 5 novembre 1795).
Le 16 juillet 1797, Talleyrand le remplace ; il est envoyé comme ambassadeur en République batave jusqu'en juin 1798.
Rallié à l'Empire, il est nommé préfet des Bouches-du-Rhône à Marseille, le 2 mars 1800. Il y participe à la création du lycée Thiers, assisté du paléontologue Georges Cuvier.
Trois ans plus tard, le 23 avril 1803 (3 floréal an XI), il est nommé préfet de la Gironde à Bordeaux où il meurt le 4 novembre 1805 et où il repose, au cimetière de la Chartreuse.

## Famille
Charles François Delacroix épouse vers 1778 Victoire Œben (1758-1814), fille de l'ébéniste Jean-François Oeben et de Françoise Marguerite Vandercruse. Ils sont les parents de Charles-Henri Delacroix (1779-1845), général d'Empire, d'Henriette Delacroix (1782-1827) qui épousera le diplomate Raymond de Verninac-Saint-Maur et du peintre Eugène Delacroix (1798-1863).
Certains ont douté de la paternité biologique d'Eugène. Charles Delacroix était en effet affecté d'une excroissance qui l'empêchait de procréer par voie naturelle, qui ne fut retirée que le 13 septembre 1797, tandis qu'Eugène naquit le 26 avril 1798, 32 semaines après l'opération. Certains biographes de Talleyrand font de celui-ci le géniteur. Si Georges Lacour-Gayet estime « impossible » que Charles Delacroix soit le père d'Eugène, et « possible » que Talleyrand le soit, et si Maurice Sérullaz ne se prononce pas, une autre partie des biographes du peintre et de ceux de Talleyrand, contestent cette théorie, affirmant que la relation n'a jamais eu lieu, et que la naissance, prématurée, intervient logiquement à la suite de la guérison de Charles Delacroix. Enfin, leur principal argument est qu'il n'existe qu'une source sur cette paternité, les Mémoires de Madame Jaubert, ce qui fait dire à Emmanuel de Waresquiel :

« Tous ceux qui ont aimé à forcer le trait de leur personnage, à commencer par Jean Orieux, se sont laissé tenter, sans se soucier du reste, ni surtout des sources ou plutôt de l'absence de sources. Une fois pour toutes, Talleyrand n'est pas le père d'Eugène Delacroix. »

— Emmanuel de Waresquiel, Talleyrand, le prince immobile
Tous ces auteurs ont évité l'explication la plus simple. Le rapport d'Imbert Delonne indique que la tumeur empêchait le rapport sexuel, mais pas qu'elle inhibait la fertilité du patient. Celui-ci a pu imprégner son épouse par tout moyen, et ne consentir à l'opération, qui pouvait le tuer ou le rendre impuissant, que lorsqu'il a été acquis que celle-ci était enceinte.

## Ouvrages
Charles François Delacroix est l'auteur de brochures et rapports officiels, écrits en diverses occasions, entre autres à l'occasion de ses missions à Versailles, en Belgique, à Marseille, parmi lesquels on peut distinguer :
- Charles Delacroix, Apologie de la constitution civile du clergé, 1791 (lire en ligne)
- Charles Delacroix, Projet de loi sur l'éducation commune, 1793 (lire en ligne)
- Charles Delacroix de Contaut, Discours prononcé le décadi 30 frimaire, à Versailles, pour l'inauguration du temple de la Raison, par le citoyen Ch. Delacroix, représentant du peuple, député dans le département de Seine et Oise, 179. (lire en ligne)